# Moes
Els moes (Dinornithidae) són una família extinta d'ocells paleògnades de l'ordre Dinornithiformes. Eren ocells no voladors que habitaven a Nova Zelanda. Durant el Plistocè superior - Holocè, hi havia nou espècies (en sis gèneres). Eren espècies de diferents grandàries, des dels petits Eurayapteryx curtus, de la grandària d'un gall d'indi, fins als moes gegants (Dinornis), que feien més de 3 metres d'altura i pesaven uns 250 kg. Les estimacions de la població de moes quan els polinesis es van establir a Nova Zelanda cap al 1300 varien entre els 58.000 i aproximadament els 2,5 milions d'exemplars.
Els moes es classifiquen tradicionalment en el grup dels estrutioniformes. Estudis genètics han descobert que els seus parents més propers són els tinamús sud-americans voladors, que abans es consideraven un grup germà dels estrutioniformes. Les nou espècies de moa eren els únics ocells sense ales, ja que no tenien ni les ales vestigials que tenen tots els altres estrutioniformes. Eren els animals terrestres més grans i els herbívors dominants als boscos, matolls i ecosistemes subalpins de Nova Zelanda fins a l'arribada dels maoris, i només podien esr caçats per l'àguila de Haast. L'extinció dels moes es va produir durant els 100 anys posteriors a l'assentament humà a Nova Zelanda, principalment a causa de la caça.

## Etimologia
La paraula moa és un terme polinesi per a les aus domèstiques. El nom no era d'ús comú entre els maoris en l'època del contacte, probablement perquè l'ocell que descrivia s'havia extingit durant un temps i les històries tradicionals que en parlaven eren rares. El primer registre del nom el van fer els missioners William Williams i William Colenso el gener de 1838; Colenso va especular que els ocells podrien haver-se semblat a una mena de gallines gegantines. El 1912, el cap maorí Urupeni Pūhara va afirmar que el nom tradicional dels moes era "te kura" (l'ocell vermell).

## Descripció
Els esquelets de moes es reconstruïen tradicionalment en posició vertical recreant una alçada impressionant, però l'anàlisi de les seves articulacions vertebrals indica que probablement la seva posició habitual no era totalment vertical, sinó que estaven lleugerament amb cap endavant, a la manera d'un kiwi. La columna vertebral estava unida a la part posterior del cap en lloc de la base, cosa que indica l'alineació horitzontal. Això els hauria permès pasturar vegetació baixa, alhora que podien aixecar el cap i fullejar els arbres quan calia. Això ha donat lloc a una reconsideració de l'alçada dels moes més grans. Tanmateix, l'art rupestre maori representa moes o ocells semblants als moes amb el coll dret, cosa que indica que els moes eren capaços d'adoptar ambdues postures del coll.
No es conserven registres dels sons que feien els moes, tot i que es pot obtenir una idea dels seus crits a partir de les proves fòssils. La tràquea dels moes estava sostinguda per anells d'os molt petits coneguts com a anells traqueals. Aquests anells es van conservar dins d'alguns esquelets articulats, i demostra que almenys dos gèneres de moa ( Euryapteryx i Emeus ) van exhibir elongació traqueal, on la seva tràquea, de fins a 1 metre (3.3 peus) de llargada, formava un gran bucle dins de la cavitat corporal. Són les úniques estrutiuniformes conegudes que presenten aquesta característica, que també està present en diversos altres grups d'aus, com ara cignes, grúids i numídids. La característica s'associa amb vocalitzacions ressonants profundes que poden servir per comunicar-se en llargues distàncies.

### Plomes i teixits tous

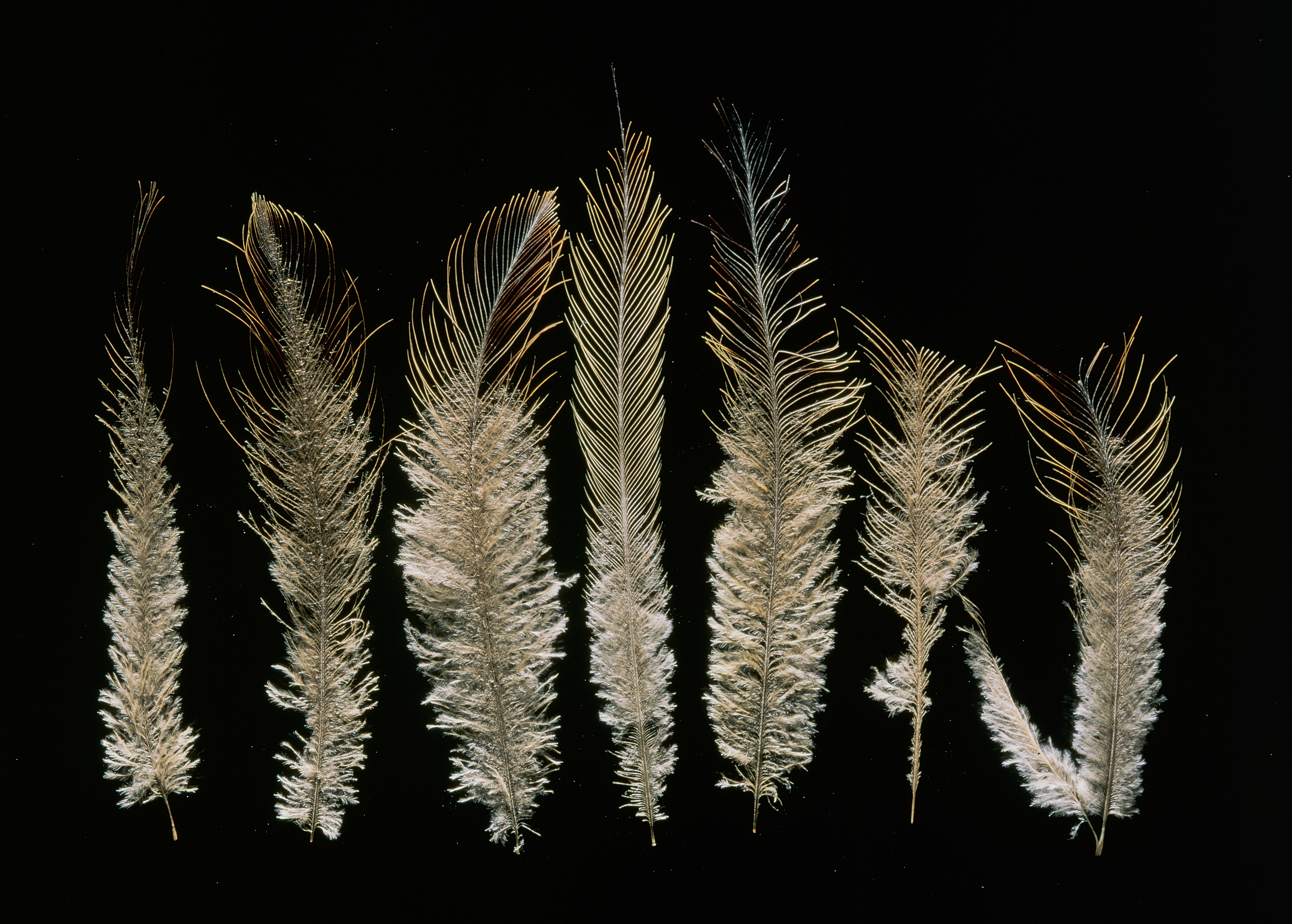
Plomes conservades de Megalapteryx

S'han trobat diversos exemples de restes de moes amb teixits tous ( múscul, pell, plomes ) preservats mitjançant la dessecació després que l'ocell morís en un lloc sec (per exemple, una cova amb una brisa seca constant); aquests exemplars són una forma de mòmia natural. La majoria es van trobar a la regió semiàrida d'Otago Central, la part més seca de Nova Zelanda, però d'altres es coneixen de fora de la regió d'Otago Central. Aquests inclouen:
- Múscul sec sobre ossos d'una femella de Dinornis robustus trobat a Tiger Hill, a la vall del riu Manuherikia, per miners d'or el 1864[12] (actualment conservat al Museu de Yorkshire)
- Diversos ossos d' Emeus crassus amb un múscul adherit i una filera de vèrtebres del coll amb múscul, pell i plomes recollides a la cova d'Earnscleugh, prop de la ciutat d'Alexandra, el 1870[13] (actualment conservades al Museu d'Otago )
- Un peu articulat d'un mascle de *D. giganteus* amb pell i coixinets conservats, trobat en una esquerda a la serralada Knobby el 1874[14] (actualment conservat al Museu d'Otago )
- L'espècimen tipus de Megalapteryx didinus trobat prop de Queenstown el 1878[12] (actualment conservat al Museu d'Història Natural de Londres)
- La pota inferior del Pachyornis elephantopus, amb pell i múscul, de la serralada Hector el 1884;[15][14] (actualment en poder del Departament de Zoologia de la Universitat de Cambridge)
- La pota completa amb plomes d'un M. didinus d' Old Man Range el 1894[16] (actualment conservada al Museu d'Otago )
- El cap d'un M. didinus trobat prop de Cromwell en algun moment abans de 1949[17] (actualment en poder de Te Papa Tongarewa ).
- Un peu sencer de M. didinus trobat en una cova al mont Owen, prop de Nelson, a la dècada del 1980[18] (actualment en poder de Te Papa Tongarewa )
- Un esquelet d' Anomalopteryx didiformis amb múscul, pell i bases de plomes recollit d'una cova prop de Te Anau el 1980.[19]

A més d'aquests exemplars, s'han recollit plomes soltes de moa de coves i refugis rocosos al sud de l'illa del Sud, i basant-se en aquestes restes, s'ha aconseguit fer-se una idea del plomatge dels moes. La pota conservada de M. didinus de la serralada Old Man revela que aquesta espècie estava coberta de plomes fins al peu. És probable que això els servís per adaptar-se a viure en ambients nevats d'alta muntanya, i també es veu en el nyandú menut, que viu en un hàbitat similar amb neu estacional.
Les plomes de moes arriben a ser de fins a 23 cm (9 in) de llarg, i s'ha descrit una gamma de colors, com ara marró vermellós, blanc, groguenc i porpra. També s'han trobat plomes fosques amb puntes blanques o cremoses, i això indica que algunes espècies de moa podrien haver tingut un plomatge amb un aspecte clapejat.

## Història i extinció
Abans de l'arribada dels humans, l'únic depredador del moa era l'enorme àguila de Haast . Nova Zelanda havia estat aïllada durant 80 milions d'anys i tenia pocs depredadors abans de l'arribada humana, cosa que significava que no només els seus ecosistemes eren extremadament vulnerables a les pertorbacions d'espècies externes, sinó que les espècies autòctones també estaven mal preparades per fer front als depredadors humans. Els polinesis van arribar al voltant del 1300.
Els moes es van extingir l'any 1445, poc després que els primers caçadors maoris arribessin a les illes; aleshores la seva població era de 58 000 exemplars. No obstant això, alguns opinen que van existir petits grups de moes fins a la fi del segle xviii o inicis del XIX. De fet, s'explica algun albirament per part de mariners a les ordres de James Cook, i crida l'atenció l'estat de conservació d'algunes plomes d'aquests ocells. Sigui com sigui, abans de l'arribada dels maoris el nombre de moes havia disminuït considerablement en l'últim milió d'anys, causat per tres factors: en primer lloc, els períodes glacials, en els quals gairebé tota l'Illa Sud fou ocupada pel gel; posteriorment, la disminució dels espais coberts de tussock, substituïts per selves i boscos densos a causa de l'augment gradual de la temperatura i la humitat; i, en tercer lloc, l'amenaça de les àguiles d'Haast (Harpagornis moorei), els majors ocells de presa coneguts, avui també extints. Els moes, a diferència d'altres ratites, com l'estruç, l'emú, el casuari o el nyandú, durant l'evolució havien perdut completament les ales, tal com va ocórrer amb els kiwis, que hi estaven emparentats, però llunyanament.
Un moa gegant (Dinornis robustus) aconseguia molt tardanament la maduresa reproductiva: als deu anys. Aquesta demora va facilitar-ne l'extinció, ja que no es va donar una taxa de reposició prou gran davant el ritme amb el qual eren caçats pels maoris. Els moes s'alimentaven de llavors, fruita, herba i fins i tot branques.